# Пазурниця широколиста
Пазурниця широколиста, тургенія широколиста (Turgenia latifolia) — вид рослин з родини окружкових (Apiaceae), поширений у Північній Африці, Європі, західній Азії.

## Опис

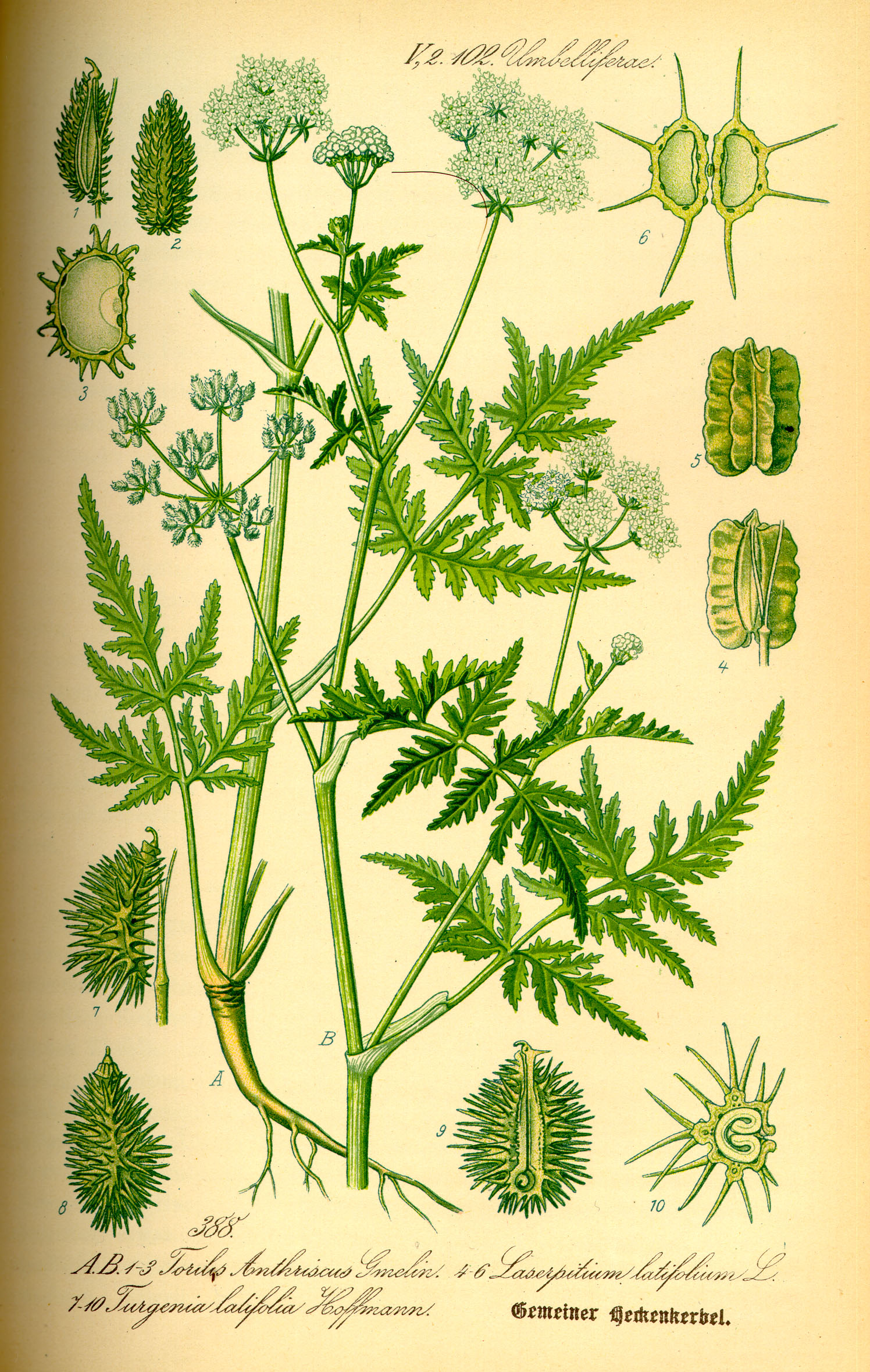

Однорічна рослина висотою 15–50 см. Рослина жорстко-коротко-волосиста, з довгими шипуватими щетинками. Листки в контурі яйцеподібні, перисторозсічені, з довгасто-ланцетними, надрізано-пильчатими часточками. Променів зонтика 3–4. Листочки обгорток і обгорточок яйцевидно-ланцетні. Пелюстки червоні. Чашечка добре виражена, з ланцетними або трикутними зубцями. 

## Поширення
Поширений у Північній Африці, Європі, західній Азії.
В Україні зростає на схилах, узліссях, полях — у Донецькому Лісостепу, Степу та Криму; заноситься залізницями на північ (Харків).